# Muara Madras
Muara Madras is een bestuurslaag in het regentschap Merangin van de provincie Jambi, Indonesië. Muara Madras telt 1944 inwoners (volkstelling 2010).